# Doboj
Pour les articles homonymes, voir Doboj.
Doboj (en serbe cyrillique : Добој) est une ville de Bosnie-Herzégovine située dans la république serbe de Bosnie. Selon les premiers résultats du recensement bosnien de 2013, la ville intra muros compte 26 987 habitants et sa zone métropolitaine, appelée ville de Doboj (Град Добој), 68 514.
Doboj constitue le nœud ferroviaire majeur du pays et accueille en conséquence le siège des Chemins de fer de la République serbe ainsi que celui de la Corporation des chemins de fer de Bosnie-Herzégovine.

## Géographie

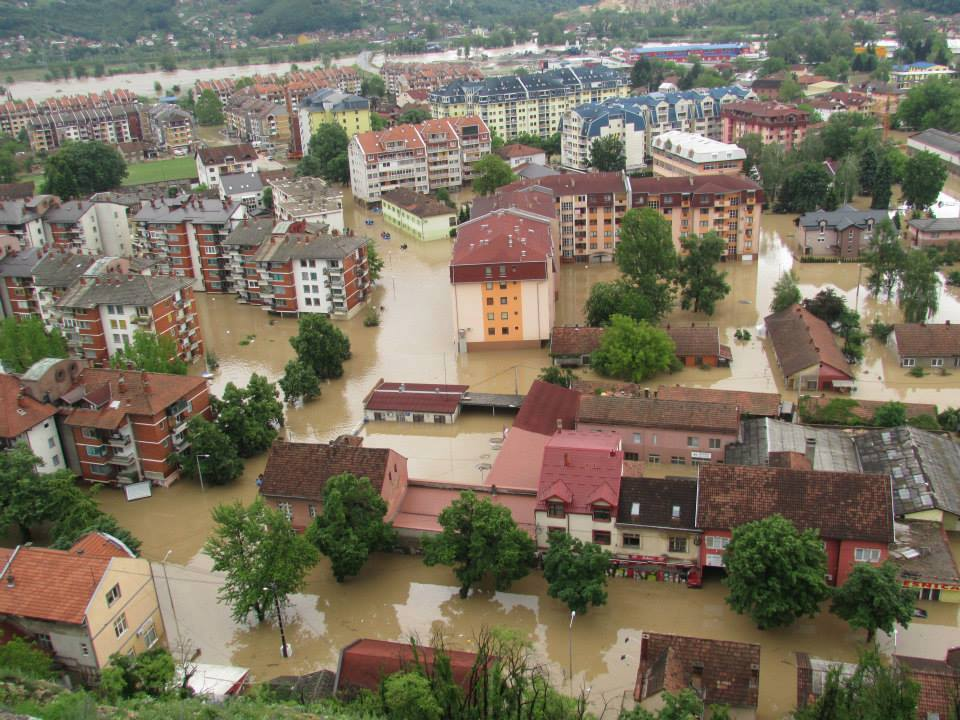
Inondations de 2014 à Doboj

Doboj est situé sur les bords de la rivière Bosna (un affluent droit de la Save), à la confluence de cette rivière avec la Spreča ; un peu au sud se trouve également la confluence de la Bosna et de l'Usora.

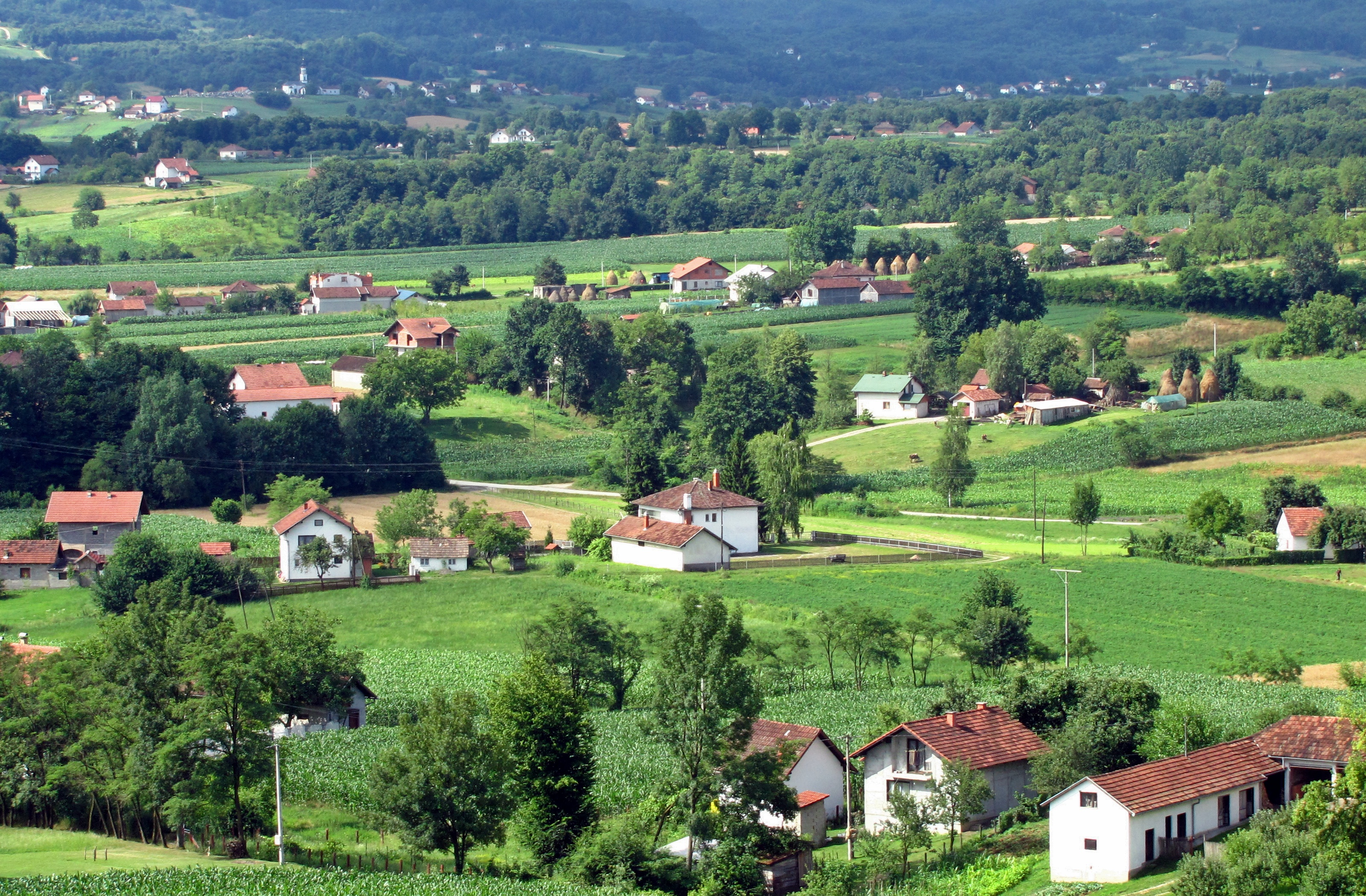
Paysage près de Doboj (village de Bukovica Velika)

## Climat
Le climat de Doboj et de sa région est de type continental tempéré chaud, avec une température moyenne annuelle de 11,2 °C ; juillet est le mois le plus chaud de l'année, avec une moyenne de 21,0 °C. Le mois le plus froid est janvier avec une moyenne de 0,3 °C. La moyenne des précipitations annuelles est de 866 mm/m2, avec les précipitations mensuelles les plus faibles en mars et les plus élevées en juin.
| Mois                                 | Janv | Fév  | Mars | Avr  | Mai  | Juin | Juil | Août | Sept | Oct  | Nov | Déc  | Année |
| ------------------------------------ | ---- | ---- | ---- | ---- | ---- | ---- | ---- | ---- | ---- | ---- | --- | ---- | ----- |
| Températures maximales moyennes (°C) | 3,8  | 6,4  | 12,4 | 17,0 | 21,7 | 25,3 | 27,8 | 27,6 | 24,0 | 17,5 | 9,8 | 5,3  |       |
| Températures moyennes (°C)           | 0,3  | 2,1  | 7,0  | 11,3 | 15,7 | 19,2 | 21,0 | 20,7 | 17,3 | 12,0 | 5,9 | 2,0  | 11,2  |
| Températures minimales moyennes (°C) | -3,1 | -2,2 | 1,7  | 5,6  | 9,8  | 13,1 | 14,3 | 13,8 | 10,6 | 6,5  | 2,1 | -1,2 |       |
| Précipitations moyennes (mm)         | 58   | 59   | 54   | 68   | 83   | 98   | 77   | 69   | 64   | 72   | 87  | 77   | 866   |

## Histoire
La première mention d'un campement date de 1415, en l'occurrence dans une Charte adressée par la république de Raguse (auj. Dubrovnik en Croatie) à l'empereur hongrois Sigismond. Cependant, de nombreux artefacts et objets trouvés lors de fouilles, conservés au musée national de Bosnie-Herzégovine à Sarajevo et au Musée régional de Doboj, confirment une présence humaine dans la région dès l'âge de la pierre, ainsi que l'existence d'un camp romain (Castrum) ainsi que d'une agglomération civile (Canabea) datant du Ier siècle de notre ère. Après l'arrivée des Slaves au VIe siècle, elle devint partie intégrante du banat d'Usora, associé parfois à la province voisine de Soli dans certains documents médiévaux sous le nom d'Usora et Soli.

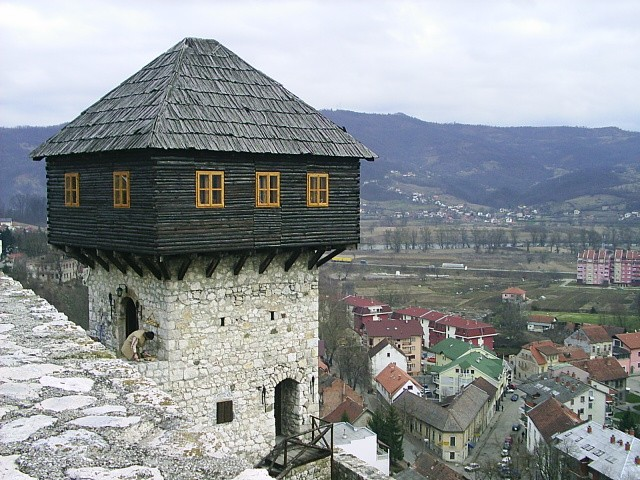
Tour de la forteresse de Doboj

La forteresse de Doboj, érigée au début du XIIIe siècle et agrandie en 1415, tomba aux mains des Ottomans en 1476, pour être de nouveau étendue en 1490. Elle constitua un obstacle important pour les envahisseurs venus du nord, en l'occurrence les Hongrois, puis les Autrichiens et les Allemands. La forteresse fut initialement construite mélangeant les styles gothique (tours) et roman (fenêtres). En août 1415, Doboj fut le théâtre d'une bataille majeure opposant Hongrois à une coalition bosno-turque. L'armée hongroise y subit une lourde défaite. En tant que place forte à la frontière du royaume de Bosnie et de la Hongrie, elle fut fréquemment attaquée (18 assauts officiellement consignés) durant les guerres ayant opposé l'Autriche à l'Empire ottoman, avant d'entrer dans les possessions des Habsbourgs en 1878.
Pendant la Première Guerre mondiale, Doboj fut le site du plus grand camp de concentration austro-hongrois destiné aux Serbes. Les statistiques officielles dénombrent, entre le 27 décembre 1915 et le 5 juillet 1917, le nombre suivant de prisonniers ayant transité par le camp : 16 673 hommes de Bosnie-Herzégovine (principalement d'origine serbe), 16 996 femmes et enfants de Bosnie-Herzégovine (principalement d'origine serbe), 9 172 soldats et civils (hommes, femmes, enfants confondus) du royaume de Serbie, 2 950 soldats et civils du royaume du Monténégro, soit un total de 45 791 personnes[réf. nécessaire]. En février 1916, les autorités commencèrent à évacuer les prisonniers vers d'autres camps. Les Serbes de Bosnie furent envoyés principalement vers Győr (Sopronyek, Šopronjek/Шопроњек). La plupart des internés étaient des familles entières originaires des régions frontalières de l'est de la Bosnie-Herzégovine. Plus de 5 000 familles distinctes auraient été déracinées de leur foyers, dans le seul district de Sarajevo, en Bosnie orientale, et voisin du royaume de Serbie-Monténégro. Le lauréat du Prix Nobel de littérature, Ivo Andrić, fut également l'un des prisonniers du camp.
Au cours de la Seconde Guerre mondiale, Doboj fut un important site du mouvement de résistance des Partisans. Du soulèvement initial en août 1941 jusqu'à la fin de la guerre, la brigade des partisans d'Ozren (montagne située au sud-est de la ville), a mené de nombreuses opérations de diversion contre l'occupant, parmi les premières dans le pays. La ville fit libérée le 17 avril 1945.
Après la guerre de Bosnie-Herzégovine et à la suite des accords de Dayton, l'ancienne municipalité de Doboj, intégrée à la république serbe de Bosnie, a été redécoupée, notamment avec la création des municipalités de Doboj Istok et de Doboj Jug, intégrées dans le canton de Tuzla et dans la fédération de Bosnie-et-Herzégovine. En 2014, avec la création de la municipalité de Stanari, 13 villages autrefois rattachés à la Ville de Doboj ont été regroupés pour constituer cette nouvelle municipalité, elle aussi située dans la république serbe de Bosnie,.

## Localités

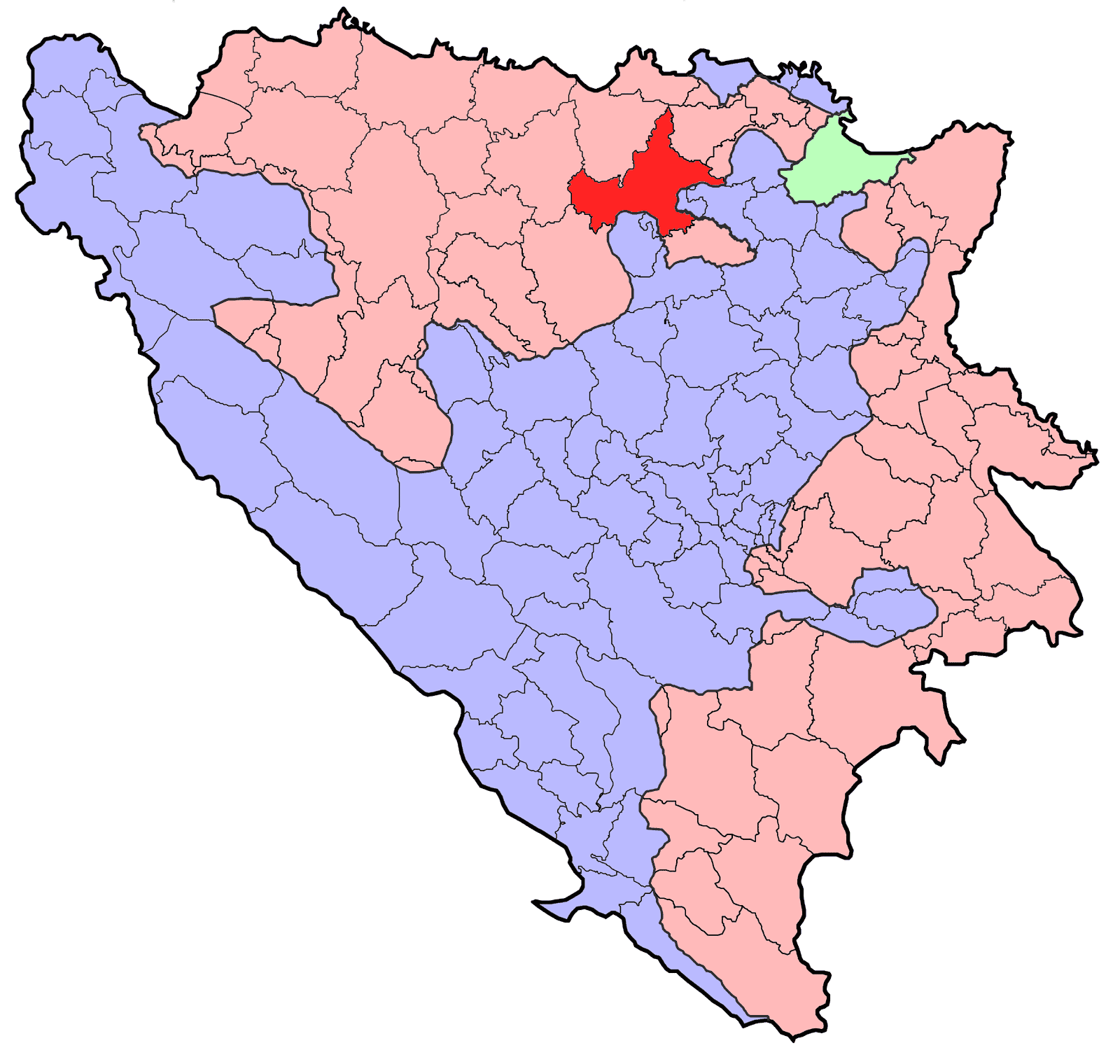
Localisation de la ville de Doboj en Bosnie-Herzégovine
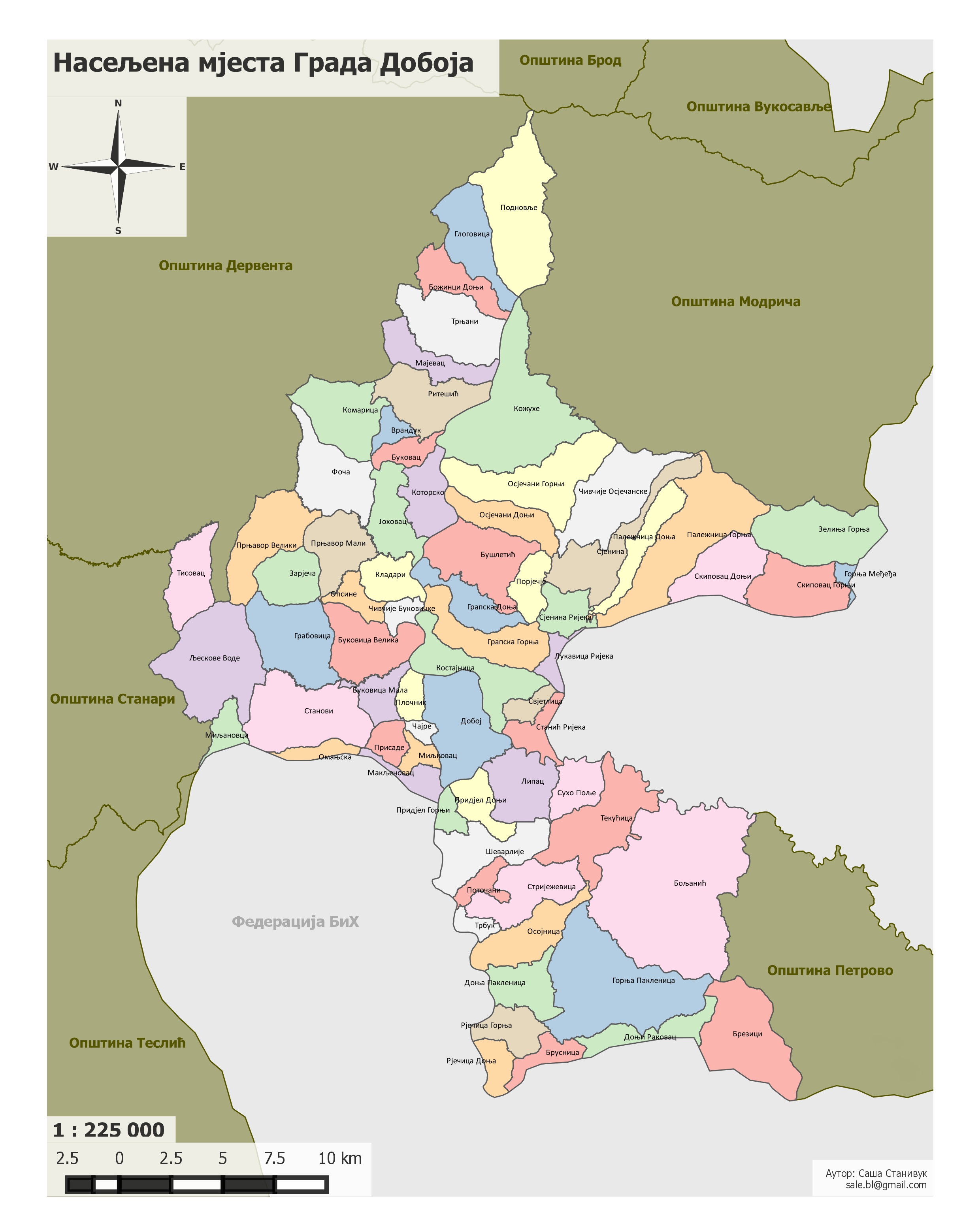
Carte de la ville de Doboj (2014)

Depuis 2014, la ville de Doboj compte 70 localités :
| - Boljanić - Božinci Donji - Brezici - Brusnica - Bukovac - Bukovica Mala - Bukovica Velika - Bušletić - Čajre - Čivčije Bukovičke - Čivčije Osječanske - Doboj - Donja Paklenica - Donji Rakovac | - Foča - Glogovica - Gornja Međeđa - Gornja Paklenica - Grabovica - Grapska Donja - Grapska Gornja - Johovac - Kladari - Komarica - Kostajnica - Kotorsko - Kožuhe - Lipac | - Lukavica Rijeka - Ljeskove Vode - Majevac - Makljenovac - Miljanovci - Milijkovac - Omanjska - Opsine - Osječani Donji - Osječani Gornji - Osojnica - Paležnica Donja - Paležnica Gornja - Pločnik | - Podnovlje - Porječje - Potočani - Pridjel Donji - Pridjel Gornji - Prisade - Prnjavor Mali - Prnjavor Veliki - Ritešić - Rječica Donja - Rječica Gornja - Sjenina - Sjenina Rijeka - Skipovac Donji | - Skipovac Gornji - Stanić Rijeka - Stanovi - Striježevica - Suho Polje - Svjetliča - Ševarlije - Tekućica - Tisovac - Trbuk - Trnjani - Vranduk - Zarječa - Zelinja Gornja |

## Démographie

### Dobojintra muros

#### Évolution historique de la population dans la villeintra muros
| 1948 | 1953 | 1961   | 1971   | 1981   | 1991   | 2013   |
| ---- | ---- | ------ | ------ | ------ | ------ | ------ |
| -    | -    | 13 415 | 18 264 | 23 558 | 27 498 | 26 987 |

|  |

### Ville de Doboj (ex-municipalité)

#### Évolution historique de la population dans la ville
| 1961   | 1971   | 1981   | 1991    | 2013   |
| ------ | ------ | ------ | ------- | ------ |
| 78 610 | 88 985 | 99 548 | 102 549 | 68,514 |

#### Répartition de la population par nationalités dans la ville (1991)
En 1991, sur un total de 102 549 habitants, la population se répartissait de la manière suivante :

## Religions

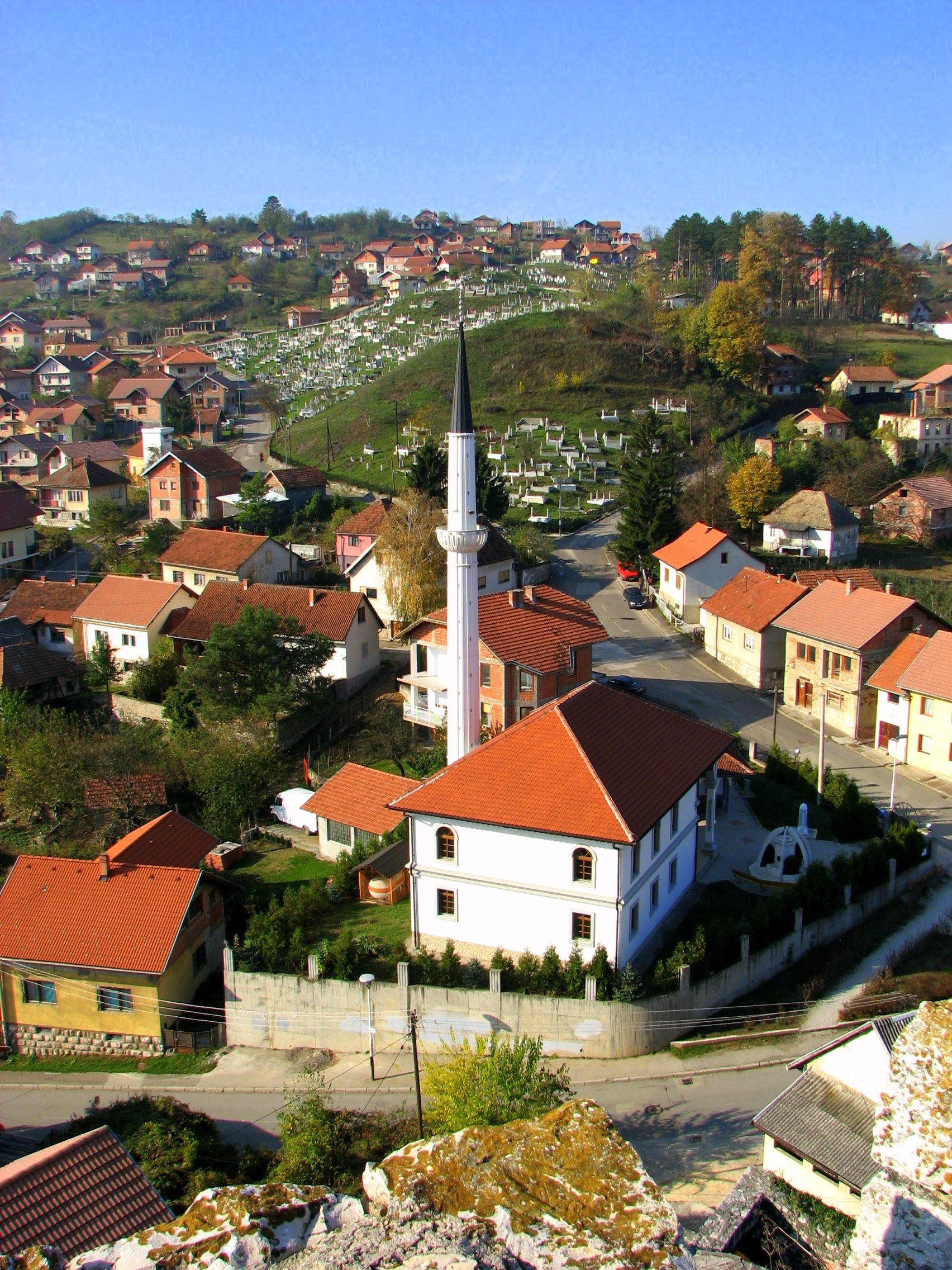
La mosquée Selimija
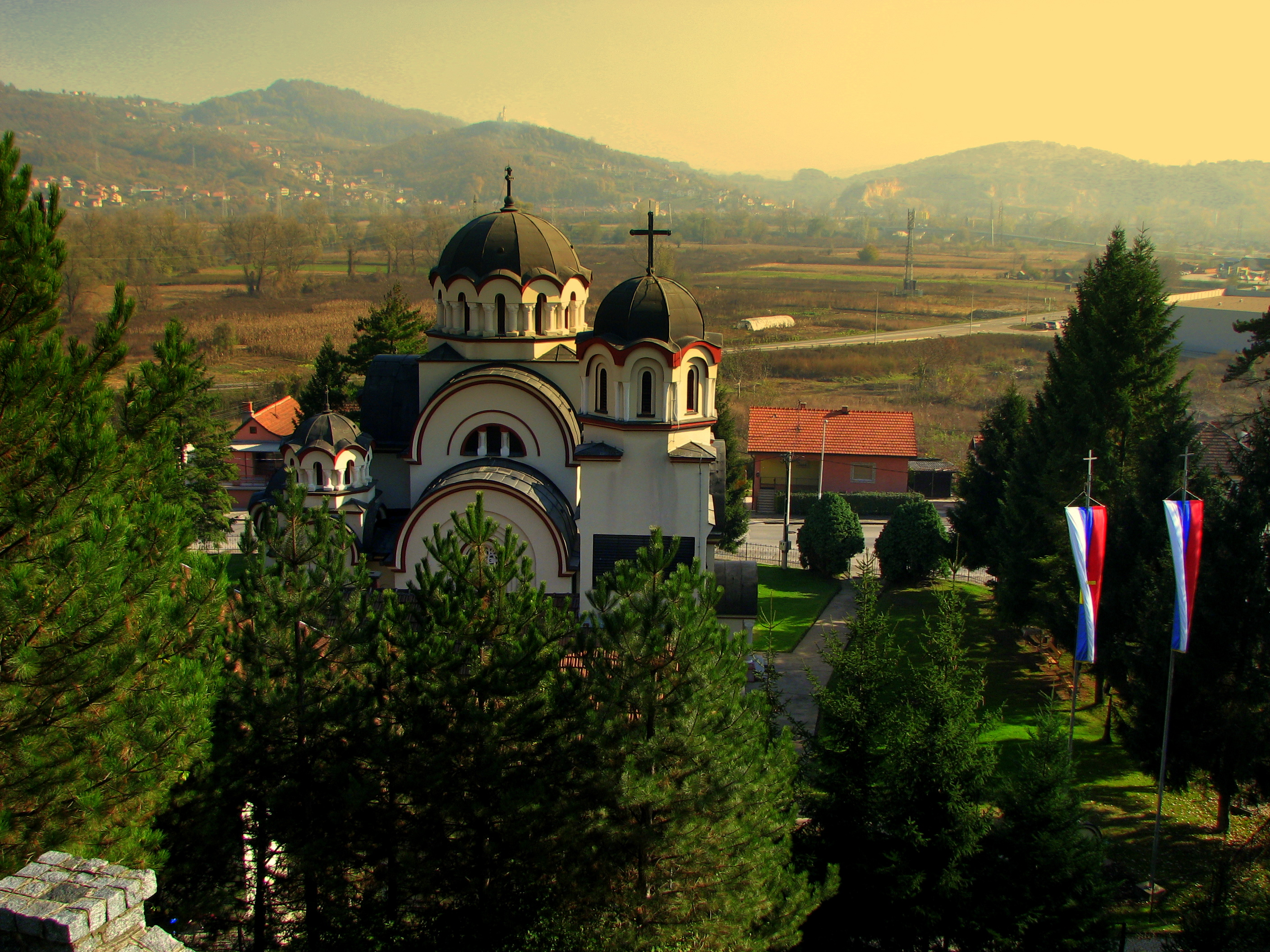
L'église orthodoxe Saint-Pierre-et-Saint-Paul
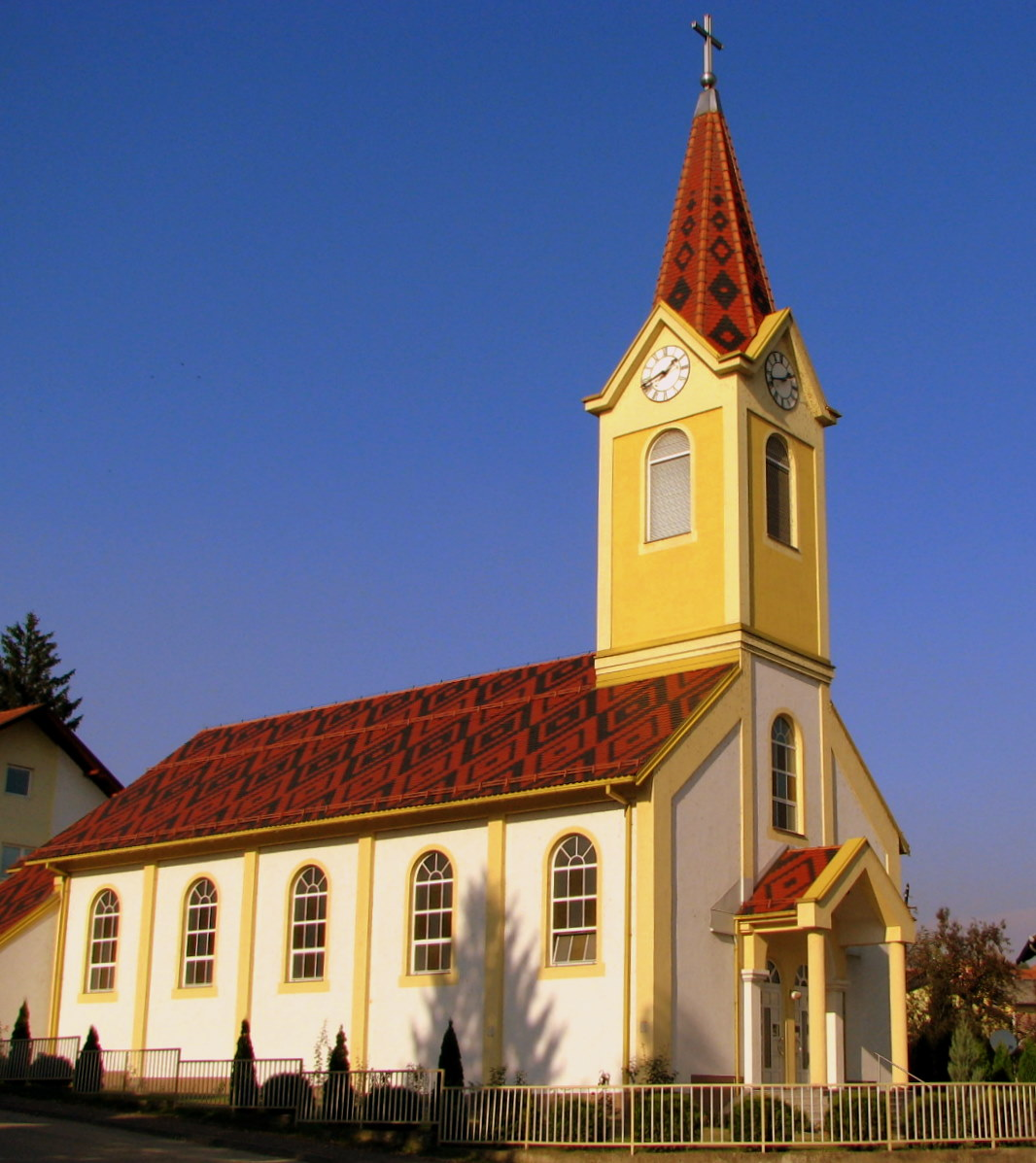
L'église catholique du Sacré-Cœur-de-Jésus
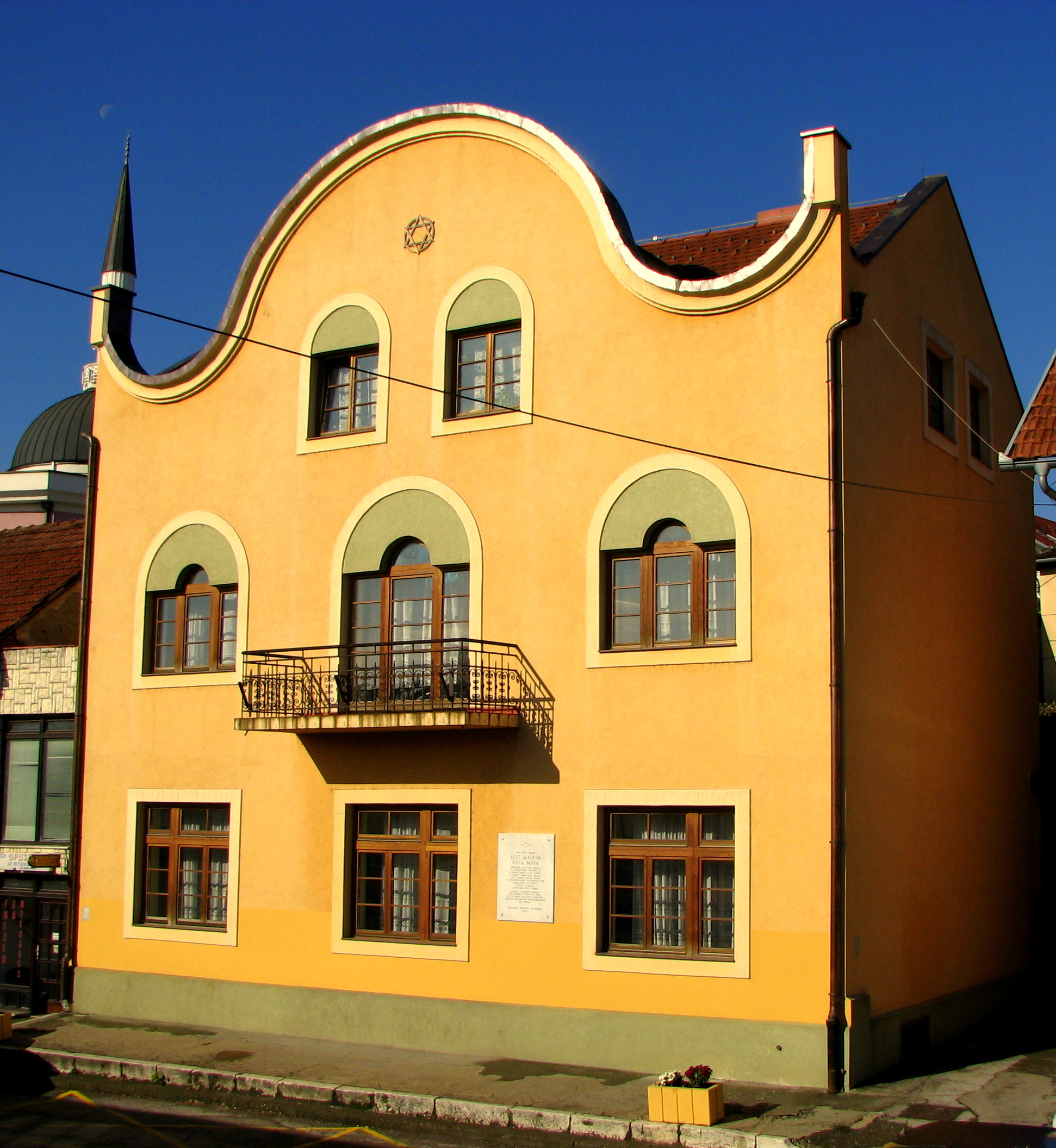
La synagogue Beit Chalom de Doboj

## Politique
À la suite des élections locales de 2012, les 31 sièges de l'assemblée municipale se répartissaient de la manière suivante :
| Parti                                               | Sièges |
| --------------------------------------------------- | ------ |
| Parti démocratique serbe (SDS)                      | 12     |
| Alliance des sociaux-démocrates indépendants (SNSD) | 8      |
| Parti démocratique national (NDS)                   | 2      |
| Parti social-démocrate (SDP)                        | 2      |
| Alliance démocratique nationale (DNS)               | 2      |
| Parti socialiste (SP)                               | 2      |
| Liste pour Doboj (SBiH, HSS, NHI, NSP)              | 2      |
| Parti d'action démocratique (SDA)                   | 1      |

Obren Petrović, membre du Parti démocratique serbe (SDS), a été élu maire de la Ville,.

## Culture

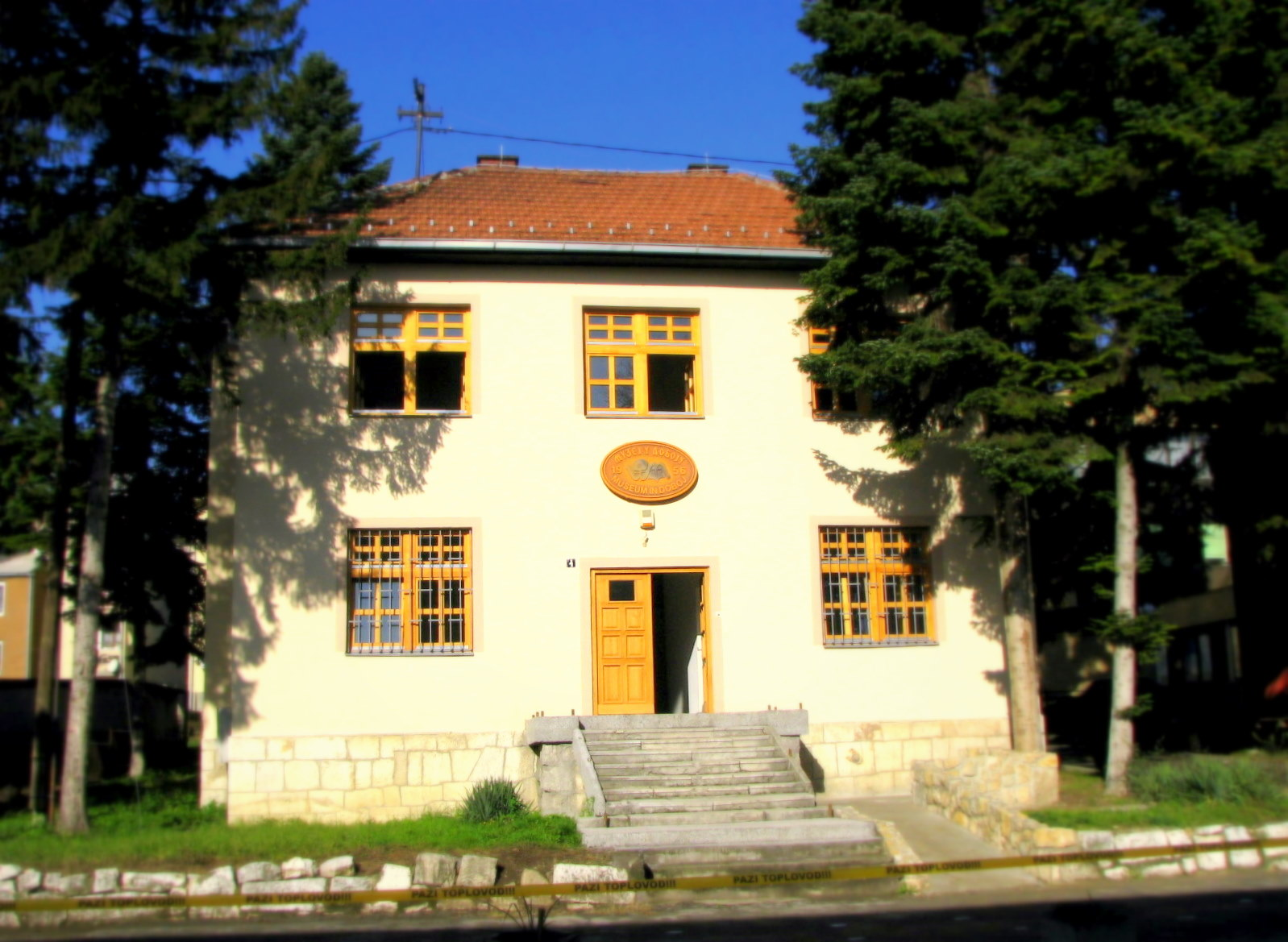
Le musée régional de Doboj

## Éducation

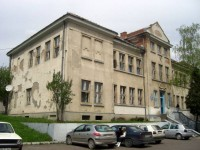
L'école de médecine de Doboj

## Économie

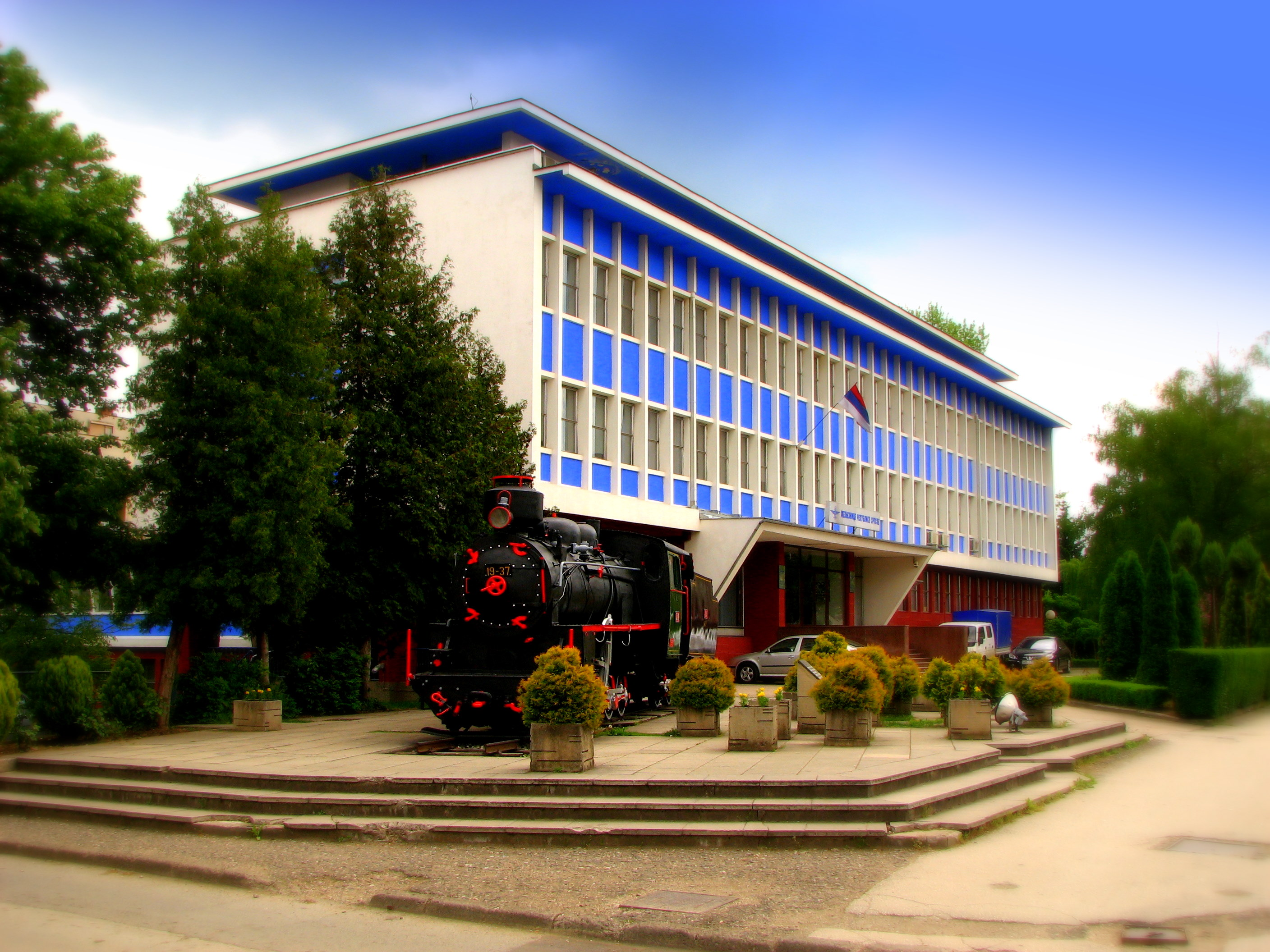
Le siège des Chemins de fer de la République serbe

## Tourisme

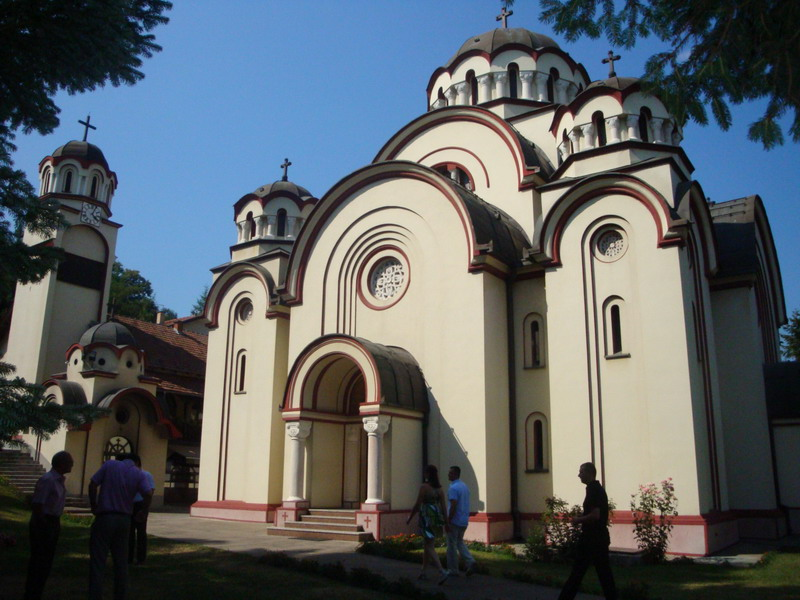
L'église Saint-Pierre-et-Saint-Paul de Doboj
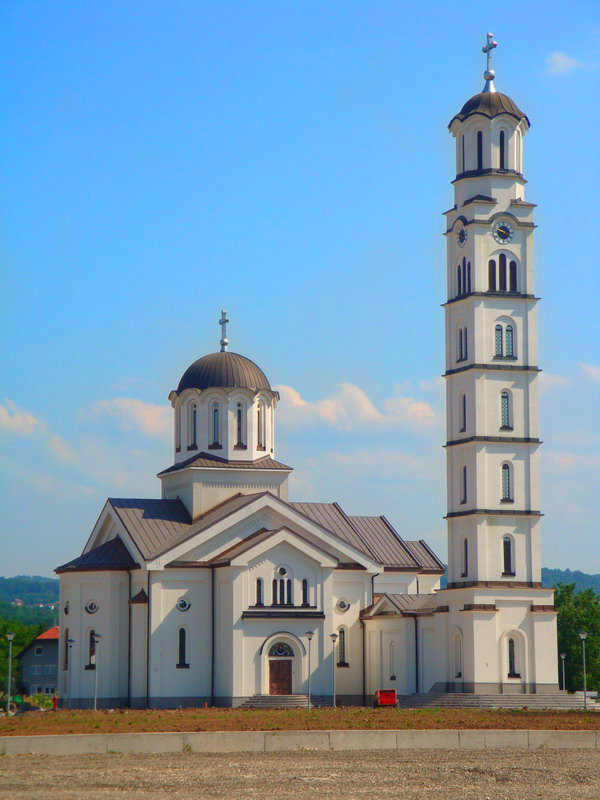
L'église de la Nativité-de-la-Mère-de-Dieu de Doboj
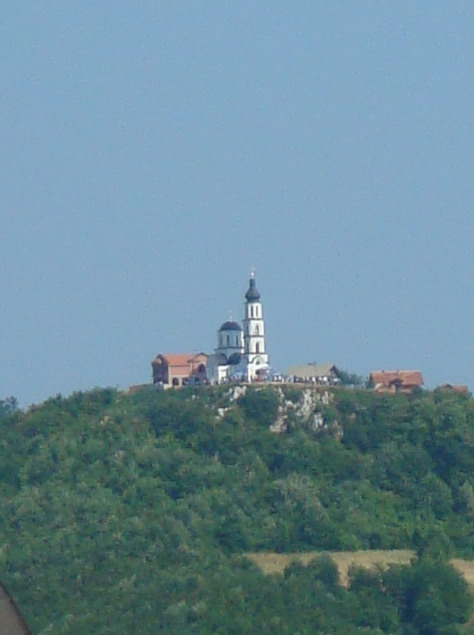
L'église Saint-Sisoès-le-Grand de Gavrići

## Jumelages
La ville de Doboj est jumelée avec :
- Celje (Slovénie)
- Ćuprija (Serbie)

## Personnalités
- Aleksandar Đurić (né en 1970), footballeur
- Bojan Šarčević, joueur de basket-ball
- Borislav Paravac (né en 1943), homme politique serbe de Bosnie
- Danijel Pranjić (né en 1981), footballeur
- Danijel Šarić (né en 1977), handballeur
- Dina Bajraktarević (née à la fin des années 1950), chanteuse
- Dino Đulbić (né en 1983), footballeur
- Dragan Mikerević (né en 1955), homme politique serbe de Bosnie
- Enis Bešlagić (né en 1975), acteur
- Fahrudin Omerović (né en 1961), footballeur
- Igor Vukojević (né en 1975), chanteur
- Indira Radić (née en 1966), chanteuse
- Izet Sarajlić (1930-2002), historien de la philosophie et poète
- Jasmin Džeko (né en 1958), footballeur
- Krešimir Zubak (né en 1947), homme politique croate de Bosnie
- Mirsada Bajraktarević (1951-1976), chanteuse
- Nenad Marković (né en 1968), joueur de basket-ball et entraîneur
- Obren Petrović, maire de Doboj
- Ognjen Kuzmić (né en 1990), joueur de basket-ball
- Pero Bukejlović (né en 1946), homme politique serbe de Bosnie
- Sejad Halilović (né en 1969), footballeur
- Silvana Armenulić (1939-1976), chanteuse
- Spomenko Gostić (1978-1993), soldat serbe de Bosnie
- Vladimir Tica (né en 1981), joueur de basket-ball
- Vlastimir Jovanović (né en 1985), footballeur
- Zoran Kvržić (né en 1988), footballeur
- Aidin Mahmutović (né en 1986), footballeur
- Anes Krdžalić (né en 2004), footballeur